# St. Johannes Baptista (Weiler)

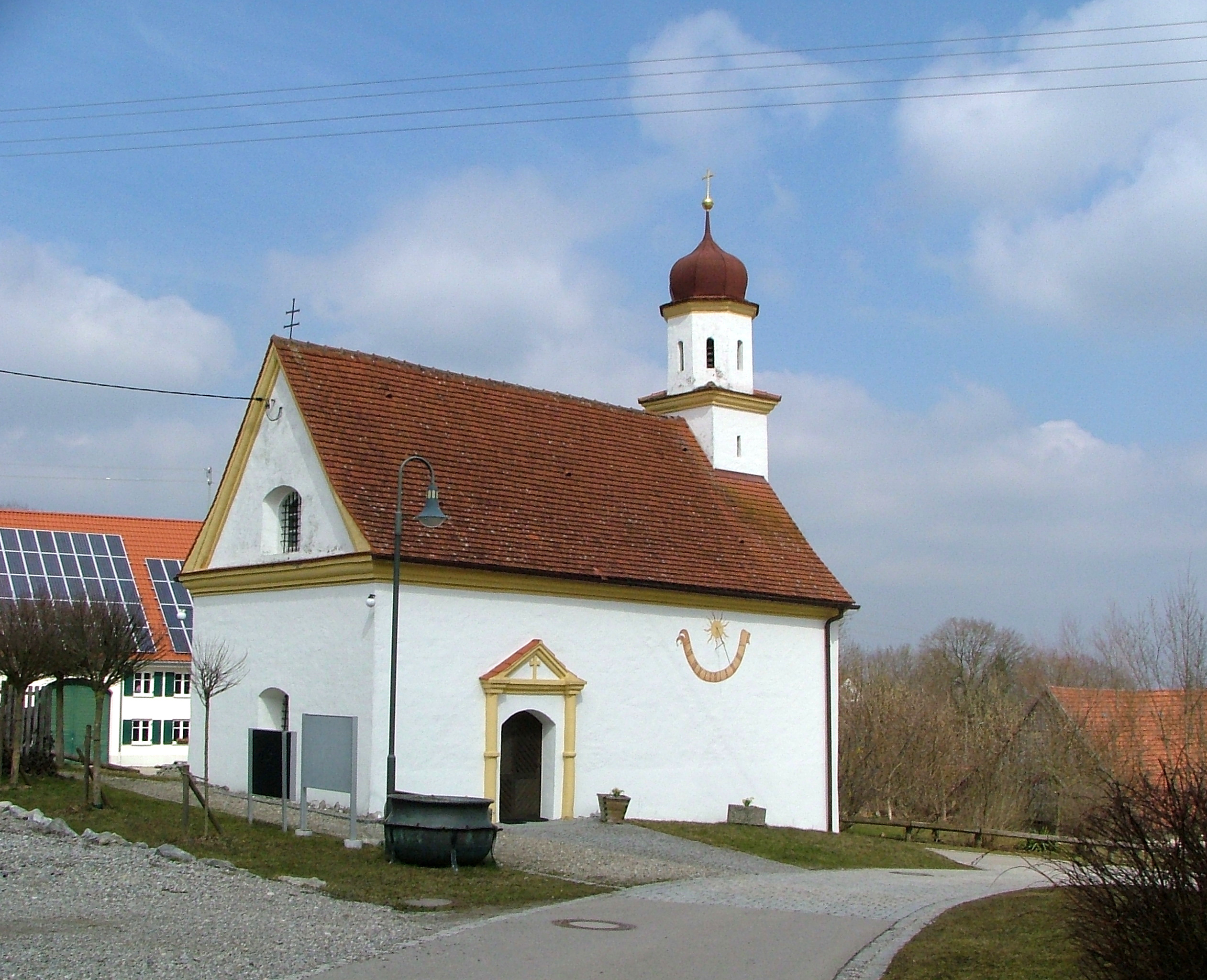
Die Loretokapelle am Schulweg

St. Johannes Baptista ist eine Loretokapelle im Ortsteil Weiler der Gemeinde Osterberg im Landkreis Neu-Ulm in Bayern. Sie ist der Pfarrei St. Maria in Osterberg zugeordnet.

## Geschichte

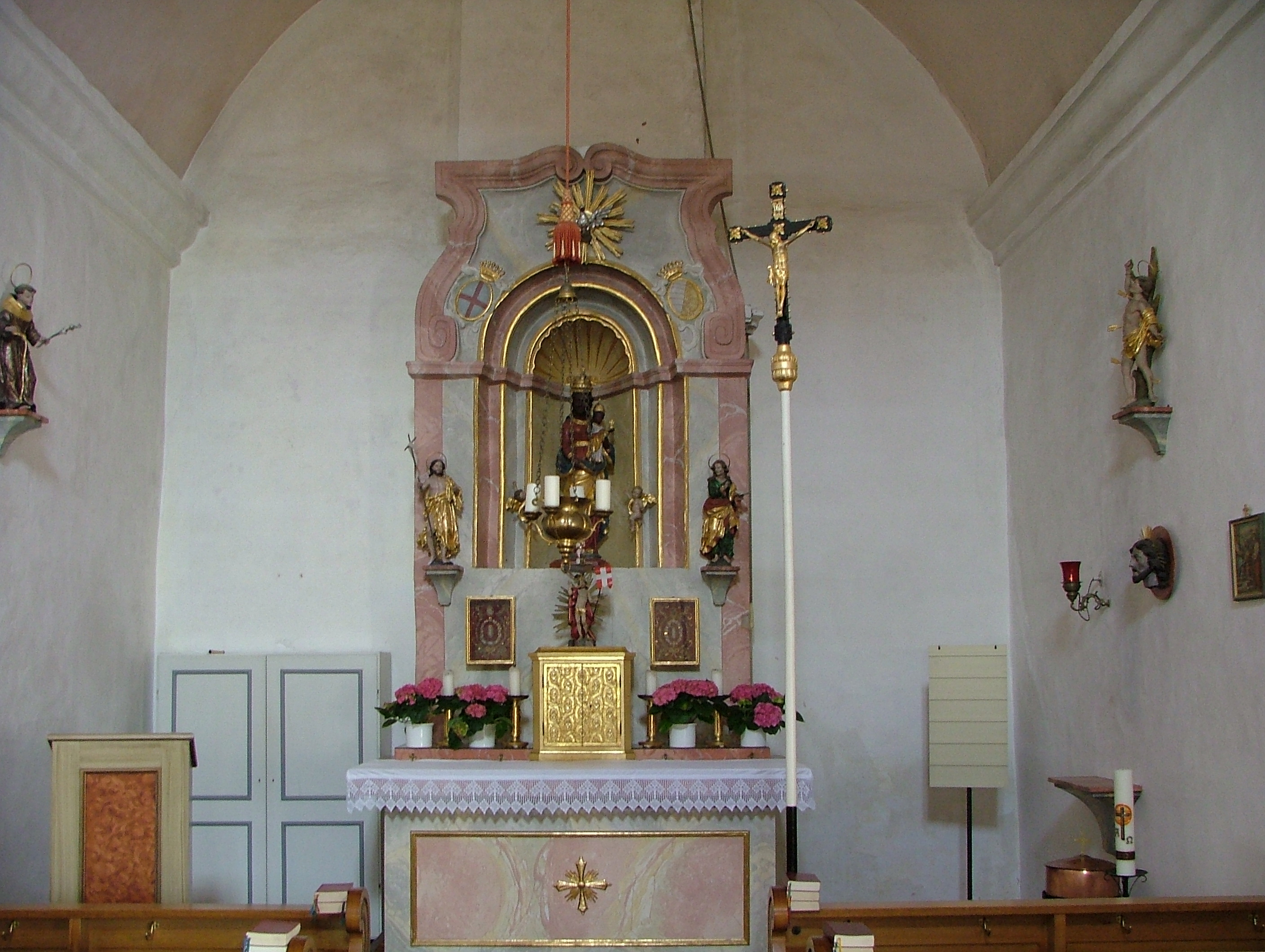
Die Jahrhunderte haben das Gnadenbild schwarz gefärbt

Schon im Mittelalter stand auf dem ansteigenden Gelände eine Kapelle, die Johannes dem Täufer geweiht war. 1674 wurde die heutige Kapelle als Loretokapelle gebaut und 1698 vergrößert.

## Architektur
Die kleine Saalkirche hat ein Tonnengewölbe. Das Tageslicht fällt lediglich durch ein kleines Fenster im Westgiebel. Über dem Ostgiebel sitzt ein Dachreiter mit Oktogon und Zwiebelhaube. Das Südportal besitzt eine kleine Ädikularahmung. Auffällig sind die stark profilierten und farblich abgesetzten Giebel- und Traufgesimse.

## Inneneinrichtung
Nicht mehr vorhanden ist ein Großteil der Inneneinrichtung. Sie ging im Laufe der Zeit verloren. Bei den immer wieder anstehenden Renovierungen wurde die Kapelle zunehmend ausgeräumt. Ursprünglich war der Raum dreigeteilt, ein Gebetsraum für die Wallfahrer, ein Raum für das Gnadenbild, sodann im östlichsten Raum die sogenannte Küche Mariens. Malereien an den Wänden imitierten rote Backsteine, dazu kamen Fresken mit Engelsgestalten. Trennwände und Gitter mit zwei Türen sorgten für eine Gliederung.